# Serpentina Hagner
Serpentina Hagner (* 1956 in Zürich) ist eine Schweizer Comiczeichnerin und Köchin.

## Leben
Serpentina Hagner besuchte den Vorkurs der Kunstgewerbeschule Zürich (heute Zürcher Hochschule der Künste). Nach einer abgebrochenen Ausbildung zur Werklehrerin und einer kurzen Zeit als Bohemienne begann sie 1987 als Köchin zu arbeiten. 1988 machte sie das Wirtepatent und eröffnete im Kanton Aargau eine «Kulturbeiz».
Neben der hauptberuflichen Tätigkeit als Gastronomin in diversen Kulturbetrieben wandte sie sich wieder vermehrt der Kunst zu. 1992 nahm sie an der jurierten Ausstellung der Aargauer Künstler im Kunsthaus Aarau teil, 1994 gewann sie am Comicfestival Lenzburg den ersten Preis.
Von 1994 bis zu seinem Tod im Jahr 1999 befragte sie ihren Vater Emil Medardus Hagner, Künstler und Zürcher Stadtoriginal, über die Familiengeschichte und schrieb die Erzählungen auf. Daraus entstanden die Comicbände Der Märchenmaler von Zürich (2017) und Der Blechbauchmaier (2018), beide erschienen bei der Edition Moderne. Mit dem ersten Band war sie Finalistin des Comicbuchpreises 2017 der Berthold Leibinger Stiftung.
Für den Deutschen Bundestag realisierte Serpentina Hagner 2018 eine Graphic Novel zum 100-jährigen Jubiläum des Frauenwahlrechts in Deutschland.

## Werke
- 2017: Der Märchenmaler von Zürich. Edition Moderne, Zürich
- 2018: Der Blechbauchmaier. Edition Moderne, Zürich
- 2018: Kurze Entstehungsgeschichte einer Selbstverständlichkeit., online frei zugänglich

## Belege
1. ↑  Comicszeichnerin. Abgerufen am 14. Juni 2019 (deutsch).
2. ↑  Hoengger.ch: «Ich bin voller Geschichten». 4. Februar 2019, abgerufen am 14. Juni 2019.
3. ↑  Mein Tag als Comiczeichnerin. Abgerufen am 14. Juni 2019.
4. ↑  Hoengger.ch: «Ich bin voller Geschichten». 4. Februar 2019, abgerufen am 14. Juni 2019.
5. ↑  Comicszeichnerin. Abgerufen am 14. Juni 2019 (deutsch).
6. ↑  Der Märchenmaler von Zürich
7. ↑  Der Blechbauchmaier
8. ↑  Comicbuchpreis 2017 - Preisträger, Finalisten, Preisverleihung. Abgerufen am 14. Juni 2019.
9. ↑  Serpentina Hagner – Edition Moderne - Verlag für Graphic Novels und Comics;. Abgerufen am 14. Juni 2019.
10. ↑  Graphic Novel zum 100-jährigen Jubiläum des Frauenwahlrechts in Deutschland
11. ↑  Andreas Kaernbach: Deutscher Bundestag – Serpentina Hagner. Abgerufen am 14. Juni 2019.

| Personendaten    | Personendaten                        |
| ---------------- | ------------------------------------ |
| NAME             | Hagner, Serpentina                   |
| KURZBESCHREIBUNG | Schweizer Comiczeichnerin und Köchin |
| GEBURTSDATUM     | 1956                                 |
| GEBURTSORT       | Zürich                               |